# Ferdinand von Droste zu Hülshoff
Ferdinand Freiherr von Droste zu Hülshoff (* 16. Februar 1841 auf Burg Hülshoff; † 21. Juli 1874 ebenda) war ein deutscher Ornithologe und Schriftsteller. Seine Schriften zum Vogelschutz galten schon zu seinen Lebzeiten als wegweisend und dienten als Gesetzesvorlage.

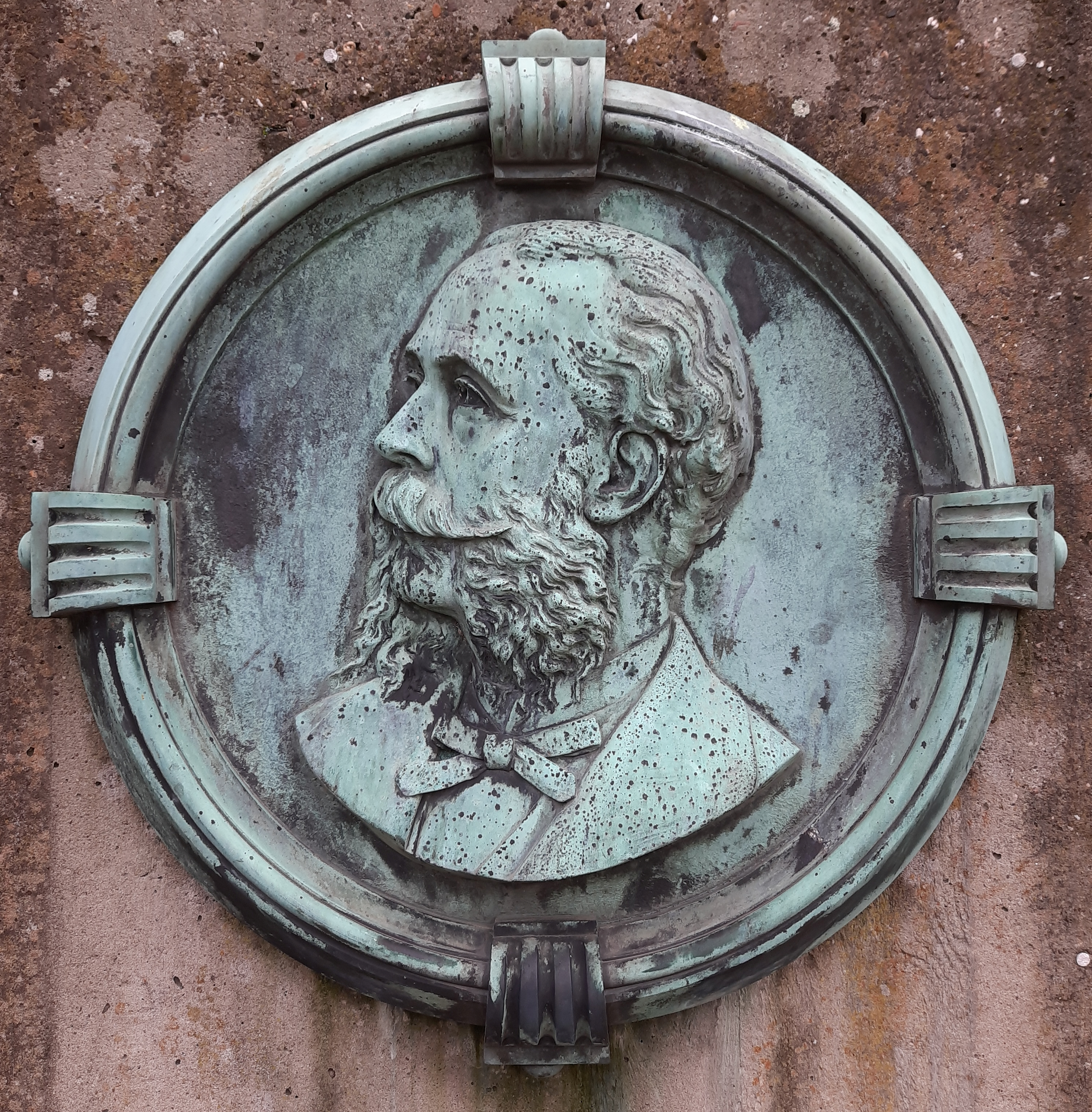
Reliefmedaillon im Allwetterzoo, geschaffen vom Bildhauer August Schmiemann (Münster)

## Leben

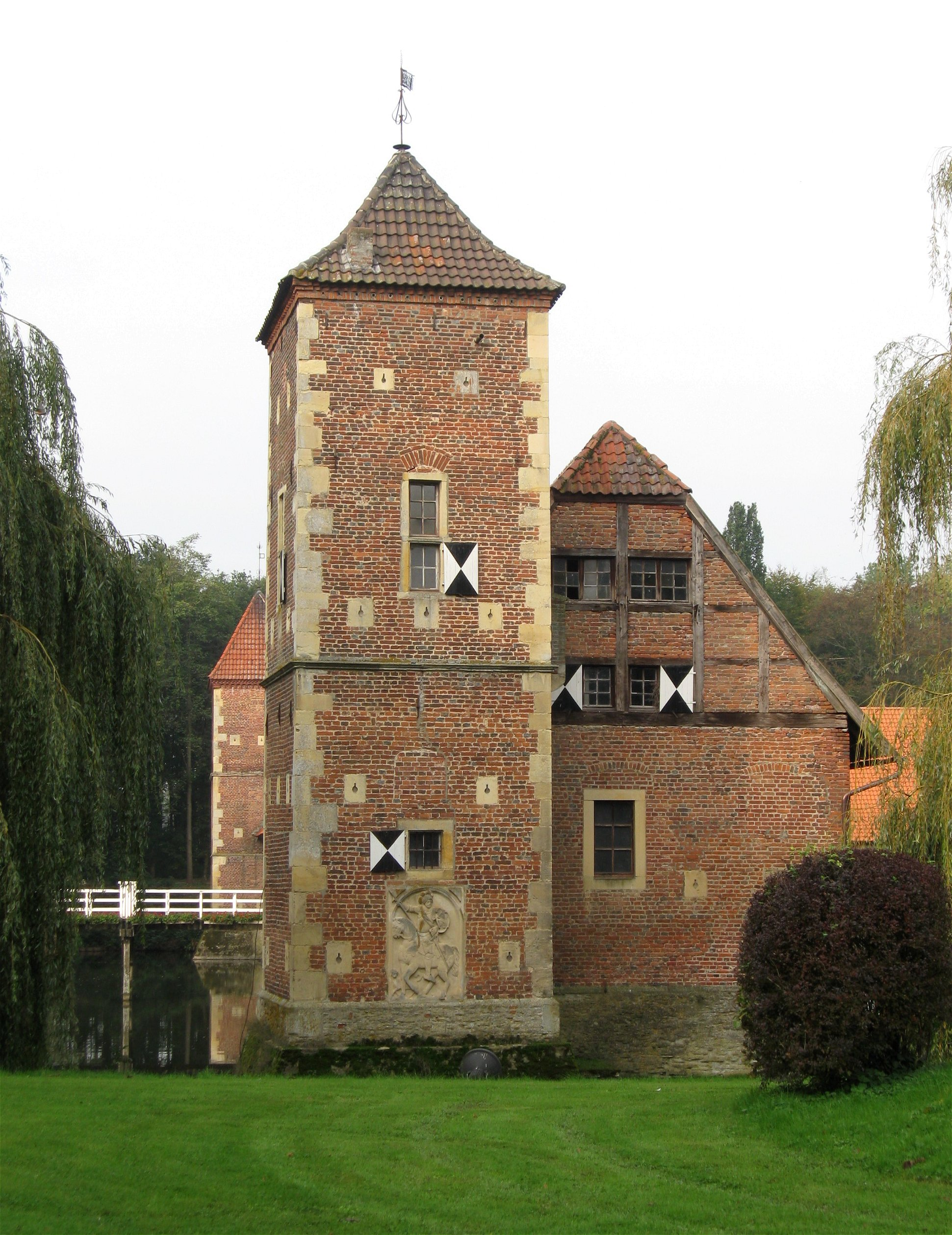
Hinten links: „Neuer Hundeturm“ der Burg Hülshoff, erbaut von Ferdinand

Ferdinand Freiherr Droste zu Hülshoff wurde als zweitjüngstes von dreizehn Kindern des Gutsbesitzers und Politikers Werner-Constantin von Droste zu Hülshoff (1798–1867) und seiner Ehefrau Caroline, geb. Freiin von Wendt-Papenhausen (1802–1881) geboren und gehörte der 21. Generation seiner Familie an. Er ist nicht zu verwechseln mit seinem – ebenfalls früh verstorbenen – Onkel und jüngstem Bruder seiner Tante, der Dichterin Annette von Droste-Hülshoff, dem Forstmeister Ferdinand (genannt „Fente“). Er war ein Bruder von Heinrich von Droste zu Hülshoff, Klemens Friedrich Freiherr Droste zu Hülshoff, Carl Caspar von Droste zu Hülshoff und Elisabeth von Droste zu Hülshoff. Das Gymnasium Paulinum in Münster musste er wegen einer Lungenkrankheit schon mit siebzehn Jahren verlassen. Er war im Frühjahr 1858 beim Löschen eines Brandes in einen Bach gefallen und hatte im durchnässten Zustand die ganze Nacht hindurch die Löscharbeiten fortgesetzt. Es folgten Erholungsaufenthalte am Bodensee, in Montreux und in Freiburg, später auf der Nordseeinsel Borkum. 1868 wurde auf seine Kosten auf Burg Hülshoff der „Neue Hundeturm“ errichtet. Er starb nach einem Einsatz als Sanitäter im Deutsch-Französischen Krieg und mehreren strapaziösen Reisen im Alter von nur 33 Jahren.

## Wissenschaftliches Wirken

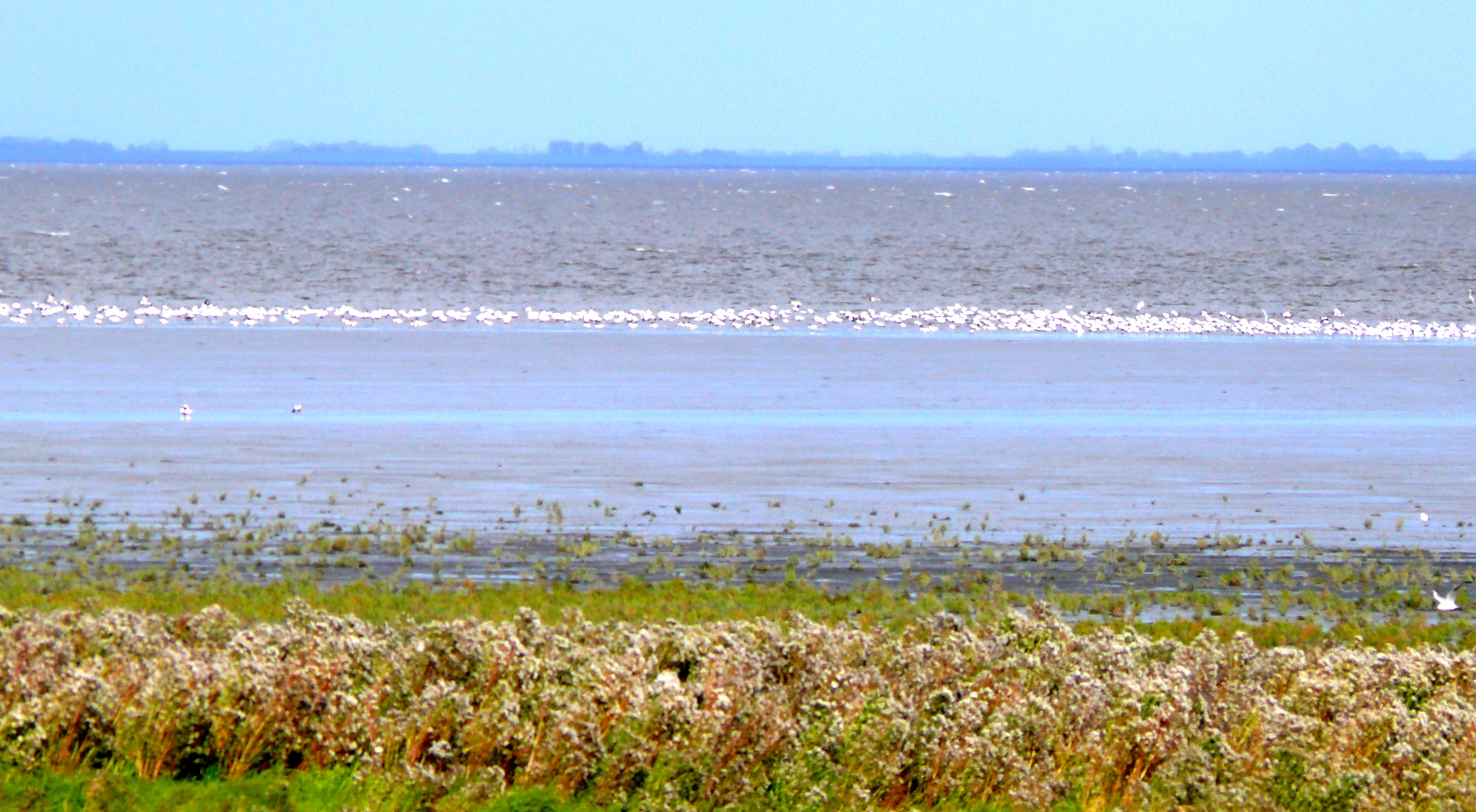
Rastende Vögel am Vareler Hafen (Jadebusen)

Angeregt durch seinen Onkel Johann von Droste-Kerckerinck  auf Haus Stapel wurde er – wissenschaftlich interessiert und schriftstellerisch begabt – zu einem bekannten Ornithologen.
Schon als Schüler begann er mit einer Arbeit über den Vogelzug im Münsterland, gefolgt von einem Aufsatz über die Waldschnepfe und vielen anderen kleineren Arbeiten. Über die Grenzen Deutschlands hinaus wurde sein Werk Die Vogelwelt der Nordseeinsel Borkum bekannt, das noch 1974 als reprint aufgelegt wurde.
Ferdinand von Droste zu Hülshoff war schon früh mit dem Priester und Naturwissenschaftler Bernard Altum befreundet. Er wurde von 1868 an Geschäftsführer und ab 1873 Präsident der Deutschen Ornithologen-Gesellschaft und Direktor der zoologischen Sektion für Westfalen und Lippe, außerdem Mitglied der Zoological Society of London und des k.u.k. Zoologischen Vereins in Wien. Er war zusammen mit Hermann Landois Gründer des zoologischen Gartens in Münster und Gründungsdirektor der zoologischen Sektion des westfälischen Vereins für Kunst und Wissenschaften. Das Interesse für zoologische Veröffentlichungen teilte er mit einem älteren Bruder, dem königlich-preussischen Regierungsrat Friedrich von Droste zu Hülshoff (1833–1905). Wie dieser („Kattenfritz“ genannt, weil er als Vogelfreund jede Katze schoss) und seine anderen Brüder war er ein passionierter Jäger.
Ihm zu Ehren wurde im Zoologischen Garten in Münster 1901 ein Denkmal errichtet. Dieses bestand aus einem mittelalterlich-burgmauerähnlichen Aufbau mit Schießscharten und Graniteinfassung, der in der Mitte ein Medaillon mit seinem Bildnis trug (s. Abbildung oben). Das Denkmal wurde Anfang der 1970er Jahre wegen Baufälligkeit abgerissen. Das Medaillon, geschaffen vom Bildhauer August Schmiemann, blieb erhalten und befindet sich an der „Ruhmesallee“ im Allwetterzoo Münster am Landois-Platz.

## Pionierleistungen im Vogelschutz
Droste zu Hülshoff mahnte wegweisend, für die rechte Herrschaft über die Natur Verstand und Wissenschaft einzusetzen und warnte schon damals vor Monokulturen. Obwohl selbst passionierter Jäger, kritisierte er wegen zurückgehender Bestände schon 1862 die Bejagung der Waldschnepfe. Seine Schriften galten bereits zu Lebzeiten als wegweisend und nachhaltig, so auch ein Aufsatz Die Vogelschutzfrage, in dem er den Bestandsrückgang vieler Vogelarten bemängelte. Die in seinem Text enthaltenen Gesetzesvorschläge wurden 1873 von der königlich-preußischen Regierung als „neue Polizeiverordnung zum Schutze der Vögel“ erlassen und dienten auch anderen Regierungen als Vorlage.

„Es fällt nicht schwer sich vorzustellen, wie umfangreich sein Werk hätte werden können, wäre ihm mehr Zeit geblieben. Welche Wertschätzung ihm entgegen gebracht wurde, belegen die zahlreichen Nachrufe auf ihn“

## Schriftstellerische Arbeiten
Neben Gedichten verfasste er Die Rosenfee, ein Märchen für kleine Kinder, das auf Burg Hülshoff 1870 aufgeführt und als „Schäferpoesie“ bezeichnet wurde und „Die Sage des Hexentanzplatzes und der Roßtrappe bei Thale im Harz“ (beide veröffentlicht in „Die letzte Burggräfin von Stromberg“ seiner Schwester Elisabeth von Droste zu Hülshoff). Er verfasste auch Gedichte.

## Karitatives Wirken

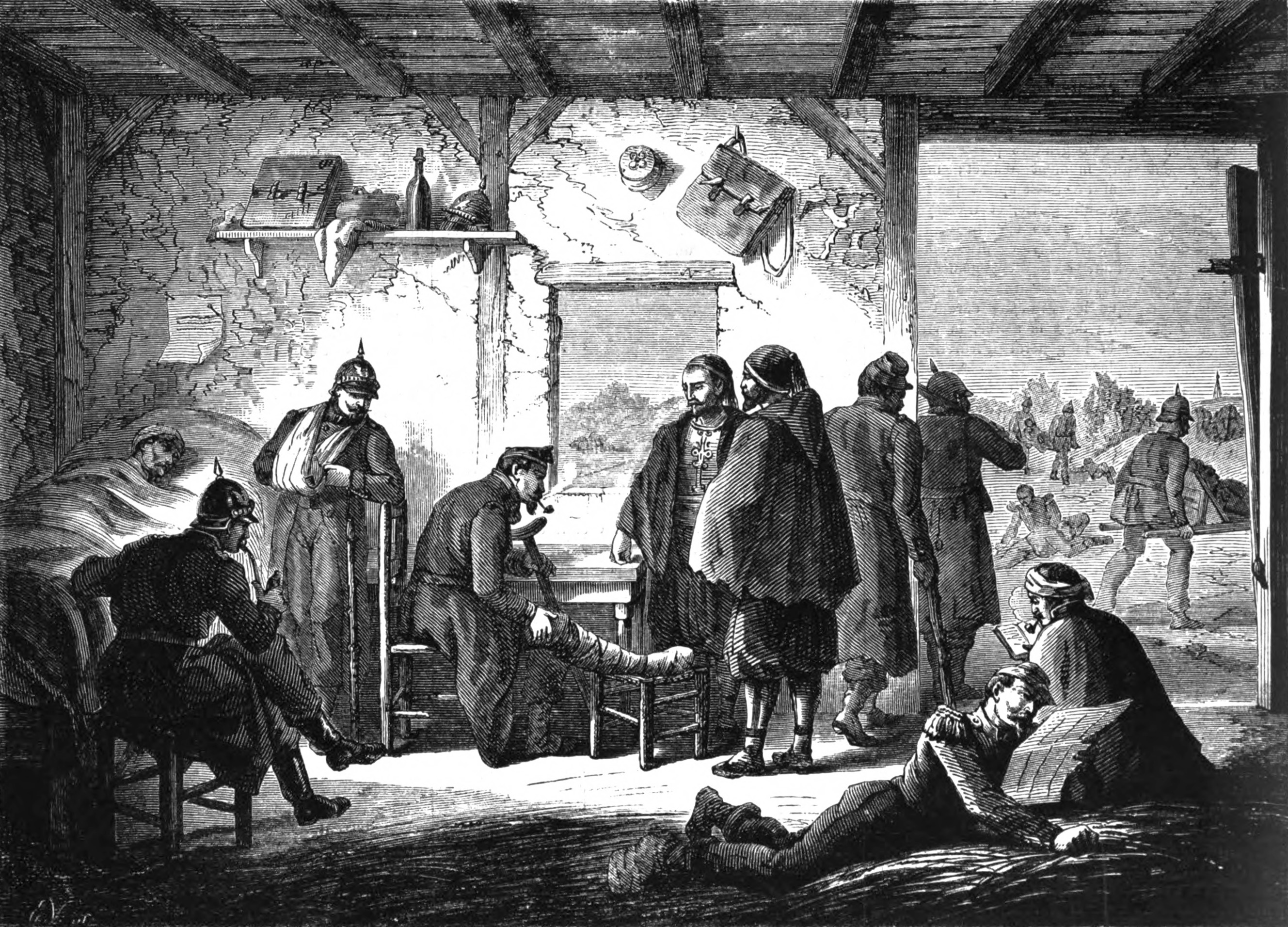
Lazarett im Deutsch-Französischen Krieg

Im Deutsch-Französischen Krieg meldete Ferdinand von Droste zu Hülshoff sich 1870 als Ehrenritter im souveränen Malteserorden freiwillig als Krankenpfleger nach Frankreich. Er erhielt für seinen Einsatz das Eiserne Kreuz zweiter Klasse, ruinierte jedoch seine schwache Gesundheit dadurch vollends.

## Ornithologische und zoologische Werke
- Die Wasserschnepfen. In „Natur und Offenbarung“, 1862
- Die Waldschnepfe. In „Natur und Offenbarung“, 1862
- Die Verkettung der organischen Schöpfung I. und II. in „Natur und Offenbarung“, 1864
- Vogelnestersuchen, In „Natur und Offenbarung“, 1866
- Vögel Borkums, „Journal für Ornithologie“, 1866
- Ergänzungen zu Vögel Borkums, „Journal für Ornithologie“, 1866
- Zweiter Nachtrag Vögel Borkums, „Journal für Ornithologie“, 1866
- Zu Borkum im Entenloche, „Journal für Ornithologie“, 1866
- Der Entenstrich, „Journal für Ornithologie“, 1867
- Beobachtungen auf einer Wattgansjagd, „Journal für Ornithologie“, 1867
- Reichsmuseum zu Leyden, „Journal für Ornithologie“, 1867
- Museum Crommelins, „Journal für Ornithologie“, 1867
- Seltenere in Friesland vorkommende Vögel, „Journal für Ornithologie“, 1867
- Errichtung von sogenannten Landesmuseen, „Zoologischer Garten“, 1868
- Auszüge aus Collet Norges Fugle og deres Udbredelse i Landet. In Druck aus dem Norwegischen übersetzt
- Vogelfauna der Faröer. Aus dem Dänischen übersetzt und mit Anmerkungen versehen. „Journal für Ornithologie“, 1869
- Enten- und Strandvögelfang in Stellnetzen, „Journal für Ornithologie“, 1869
- Gansjagd im Dollart. Aus dem Holländischen übersetzt, „Journal für Ornithologie“, 1869
- Die Vogelwelt der Nordseeinsel Borkum, im Selbstverlag 1869, Nachdruck Leer, Schuster 1974, ISBN 3-7963-0054-5
- Verteilung des Elchwildes in Ostpreußen, „Zoologischer Garten“, 1869
- Die zwei letzten in Preußen erlegten Luchse, „Zoologischer Garten“, 1869
- Pelzimportationen der Hudsonbay Company, „Zoologischer Garten“, 1869
- Fahrt nach Rottum, „Zoologischer Garten“, 1869
- Bericht der Kieler Ornithologen Versammlung, Münster bei Regensberg, 1869
- Bericht der Casseler Versammlung. Cassel bei Fischer, 1869
- Auszüge aus Meves Berättelse om en Resa till Oeland og Skäne 13 S. Aus dem Schwedischen übersetzt, 1869
- Skizzen aus dem Strandvogelleben, „Zoologischer Garten“, 1870
- Maienfahrt im Marschland, „Zoologischer Garten“, 1870
- Bemerkungen zu schnelle Parallele zwischen der Vogelfauna des Taunus und der Wetterau, „Zoologischer Garten“, 1870
- Taubenpost, „Zoologischer Garten“, 1871
- Bericht der ornithologischen Versammlung zu Hannover, Münster 1871
- Hochland. Bericht über die ornithologische Versammlung zu Cassel, 1872
- Die Vogelschutzfrage. Münster, Brunn, 1872
- Das Eichhorn. Das Hermelin. Der Star. Jahresbericht des Westfälischen Verbandes für Vogelschutz, Geflügel- und Singvogelzucht, hrsg. von Hermann Landois, Münster 1872
- Beiträge zur Vogelfauna von Westfalen und Lippe,  Frankfurt 1873
- Die in historischer Zeit ausgestorbenen Vögel, „Zoologischer Garten“, 1873
- Bericht über die XX. Versammlung der deutschen ornithologischen Gesellschaft zu Braunschweig unter Mitwirkung von Blasius, Vierveg, 1873
- Jahresbericht der zoologischen Sektion; erster Jahresbericht des Westfälischen Provinzialvereins für Wissenschaft und Kunst, Aschendorff 1873
- Abstammung und Heimat des Haushuhns,  Der Gesang der Vögel,  Anmerkungen zur Zaunkönigsnest in der Tunhecke, Nichts Neues unter der Sonne oder eine natürliche Brutmaschine, Die graue und die schwarze Krähe. Jahresberichte des Westf. Vereins für Vogelschutz, Geflügel- und Singvogelzucht. Hrsg. Hermann Landois, Münster 1873
- Das gemeine Feldhuhn, Vorträge gehalten in der Zoologischen Sektion für Westfalen und Lippe, Illustrierte Jagdzeitung v. Oberförster Nitsche, 1873